# Ольховское (Смоленская область)
Ольховское — исчезнувшая уже деревня в Хиславичском районе Смоленской области России.
Находилась между существующими и сейчас деревнями Шимоновка и  Шатиловка. Рядом с деревней находился исток речки Выдра. В 15 км к юго-западу находится посёлок Хиславичи.

## История
Деревня отмечается на послевоенных топографических картах. Также упомянута в справочнике административно-территоиального деления Смоленской области от 1981 года, где указано, что деревня числилась в списках с 1930-х годов и вплоть до времени составления справочника в 1978 году .
На картах Госгисцентра 2010 года деревни уже нет, есть только урочище Ольховское. 